# Mårbacka
Mårbacka je kurija u župi Östra Ämtervik, u općini Sunne u Värmlandu, Švedska. Književnica Selma Lagerlöf se rodila i odrasla u Mårbacki.

## Povijest
Glavna je zgrada izgrađena 1793. i obnovljana od 1921. do 1923. godine, a projektirao ju je arhitekt Isak Gustaf Clason. Imanje je u posjedu obitelji Lagerlöf od 1801. godine., ali je prodana 1889. zbog obiteljskog bankrota.
Selma Lagerlöf je otkupila glavnu zgradu 1907., a cijelo imanje 1910. godine uz pomoć Nobelove nagrade za književnost koju je osvojila 1909. godine.

## Mårbacka danas
Mårbacka je danas muzej Selme Lagerlöf, po njenoj oporučnoj želji. Osim razgledavanja glavne zgrade imanja, moguće je posjetiti i vrt, kafić, knjižaru te izložbu o životu i djelu Selme Lagerlöf u nekadašnjoj staji.